# Pelea
Pelea (Pellaea), česky též knoflíkovka, je bývalý rod kapradin z čeledi křídelnicovité, který je v současné taxonomii součástí rodu Hemionitis. Jsou to drobné až středně velké kapradiny s tuhými, jednoduše nebo vícenásobně zpeřenými listy. Rod zahrnuje asi 30 až 50 druhů a je rozšířen zejména v Americe. Peley jsou suchomilné kapradiny, rostoucí na skalnatých a kamenitých stanovištích. Do Evropy zasahuje jediný druh, Pellaea calomelanos do Španělska. Některé druhy jsou pěstovány jako pokojovky nebo zahradní rostliny.

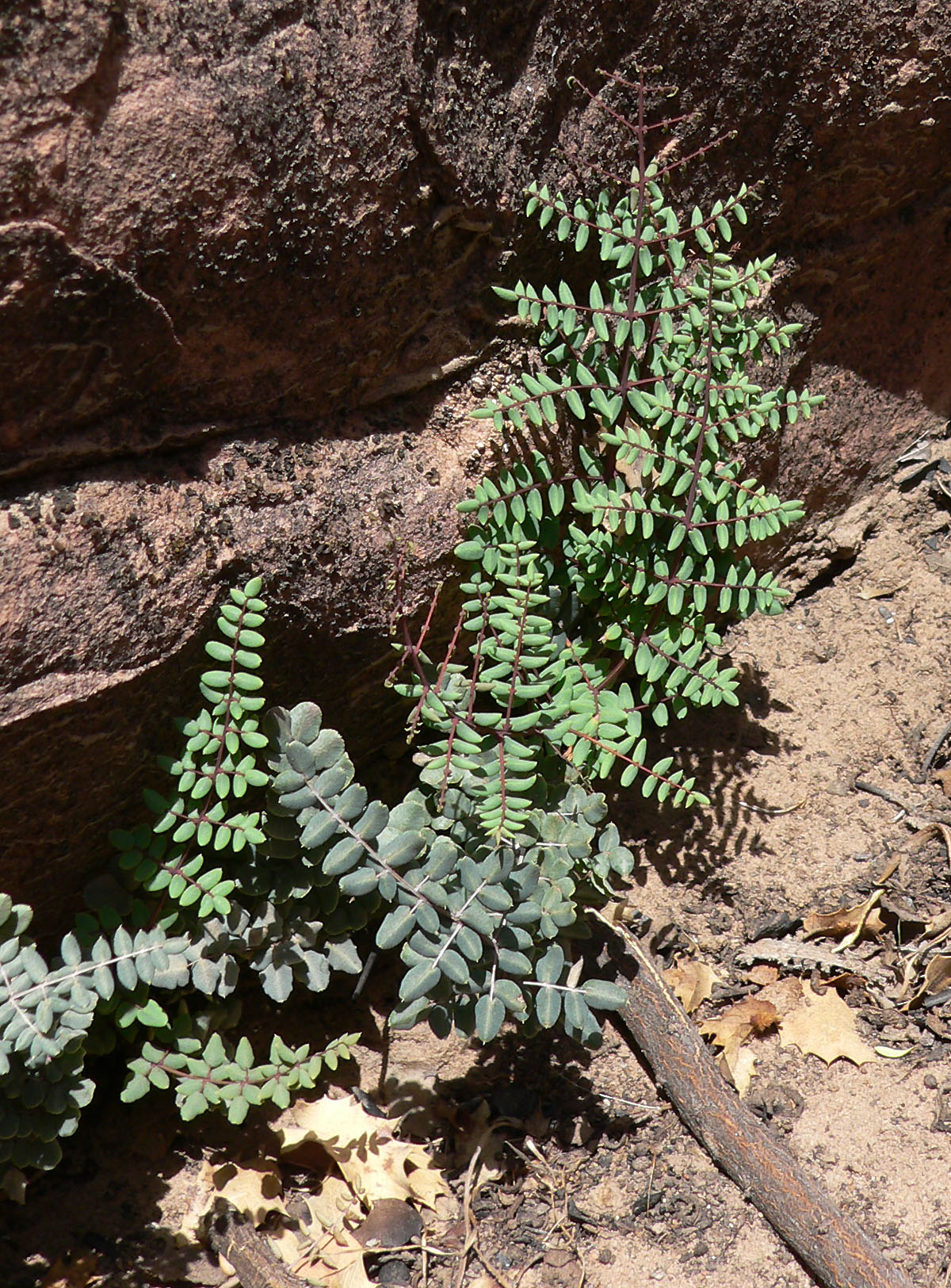
Pellaea truncata

## Popis
Zástupci rodu pelea jsou drobné až středně velké kapradiny, rostoucí v zemi, ve skalních spárách nebo na kamenitých podkladech. Oddenek je krátký až dlouhý, plazivý nebo vystoupavý, obvykle větvený, pokrytý plevinami. Listy jsou stejnotvaré nebo poněkud dvoutvárné, většinou tuhé a kožovité, dosahující délky 2 až 100 cm. Řapík je hnědý, černý nebo šedý, oblý či zploštělý nebo na horní straně žlábkovitý, s jediným cévním svazkem. Čepel listů je jednoduše až 4x zpeřená, na líci zpravidla lysá a matná. Poslední segmenty listů jsou řapíčkaté, eliptické, kopinaté nebo čárkovité, na bázi zaokrouhlené, uťaté nebo srdčité. Řapíčky jsou často tmavě zbarvené a lesklé. Žilnatina (botanika)| je málo zřetelná žilky se zpravidla nespojují. Výtrusnice se tvoří v souvislé linii při okraji listu a jsou chráněné podvinutým listovým okrajem tvořícím nepravou ostěru. Výtrusnice jsou často promíseny se žlázkami, parafýzy chybějí. Obsahují 32 nebo 64 spor. Spory jsou zaobleně čtyřstěnné, hnědé, rezavé nebo žluté, triletní, s hrubým povrchem.

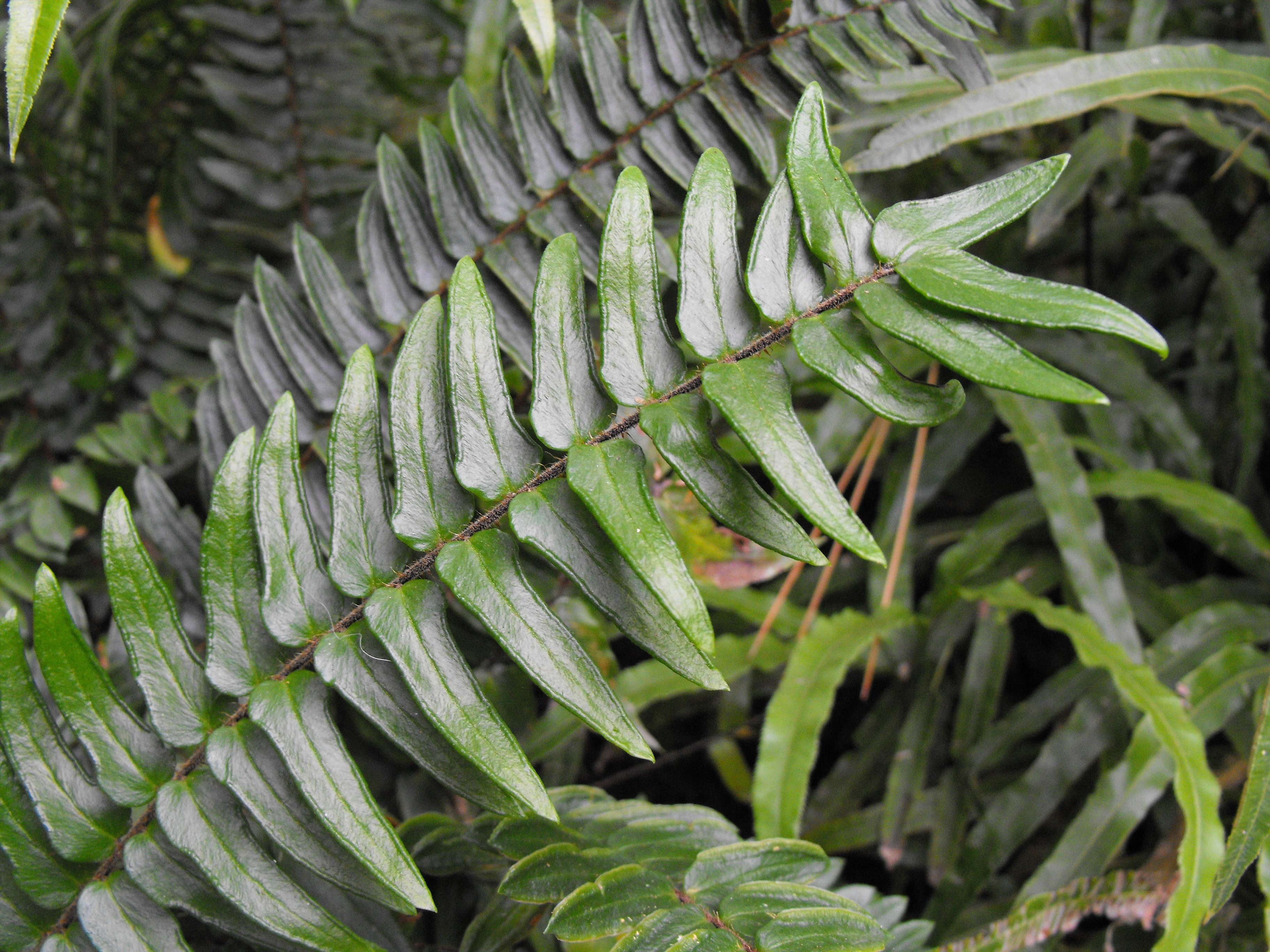
Listy Pellaea falcata
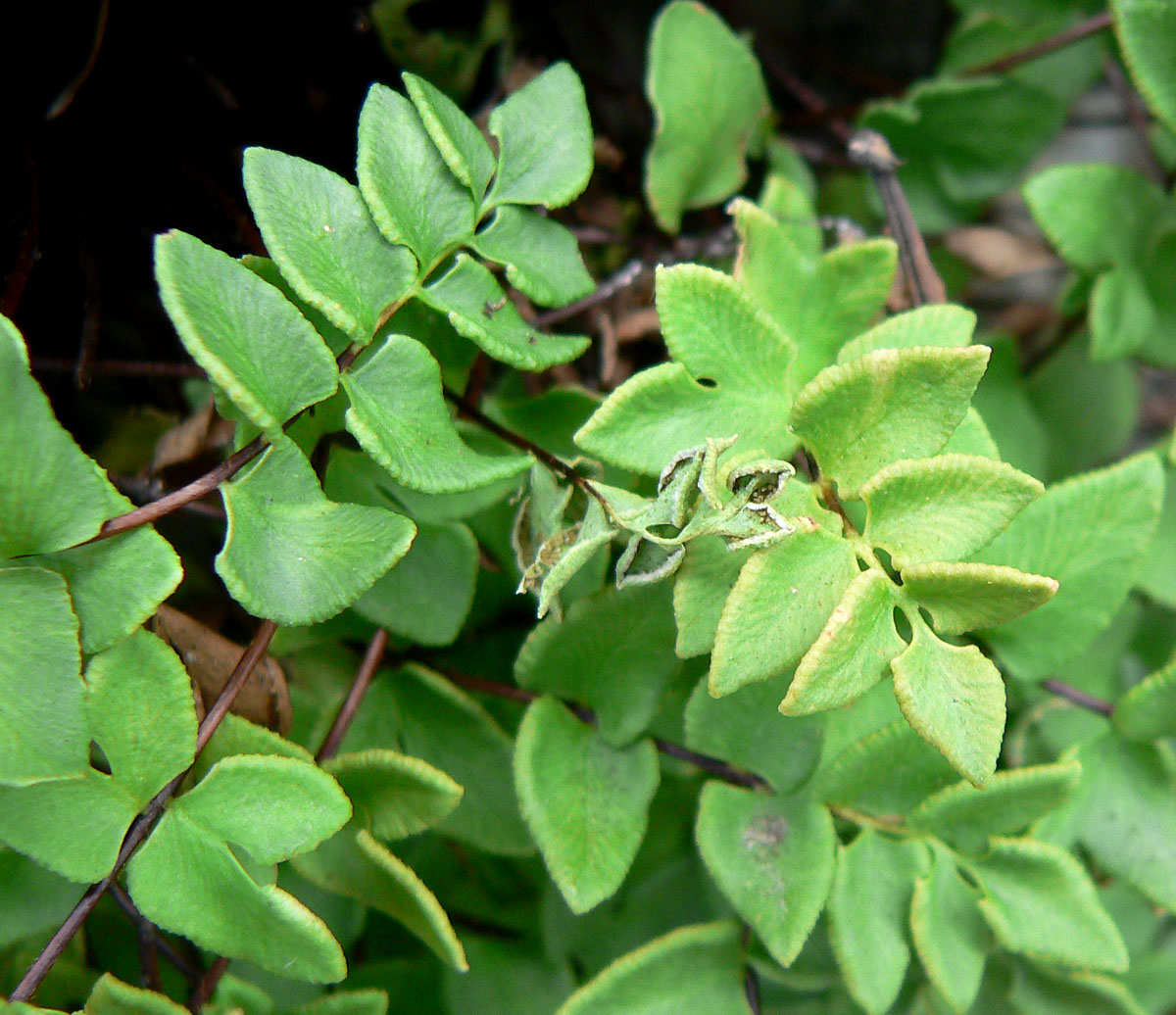
Detail listů Pellaea breweri
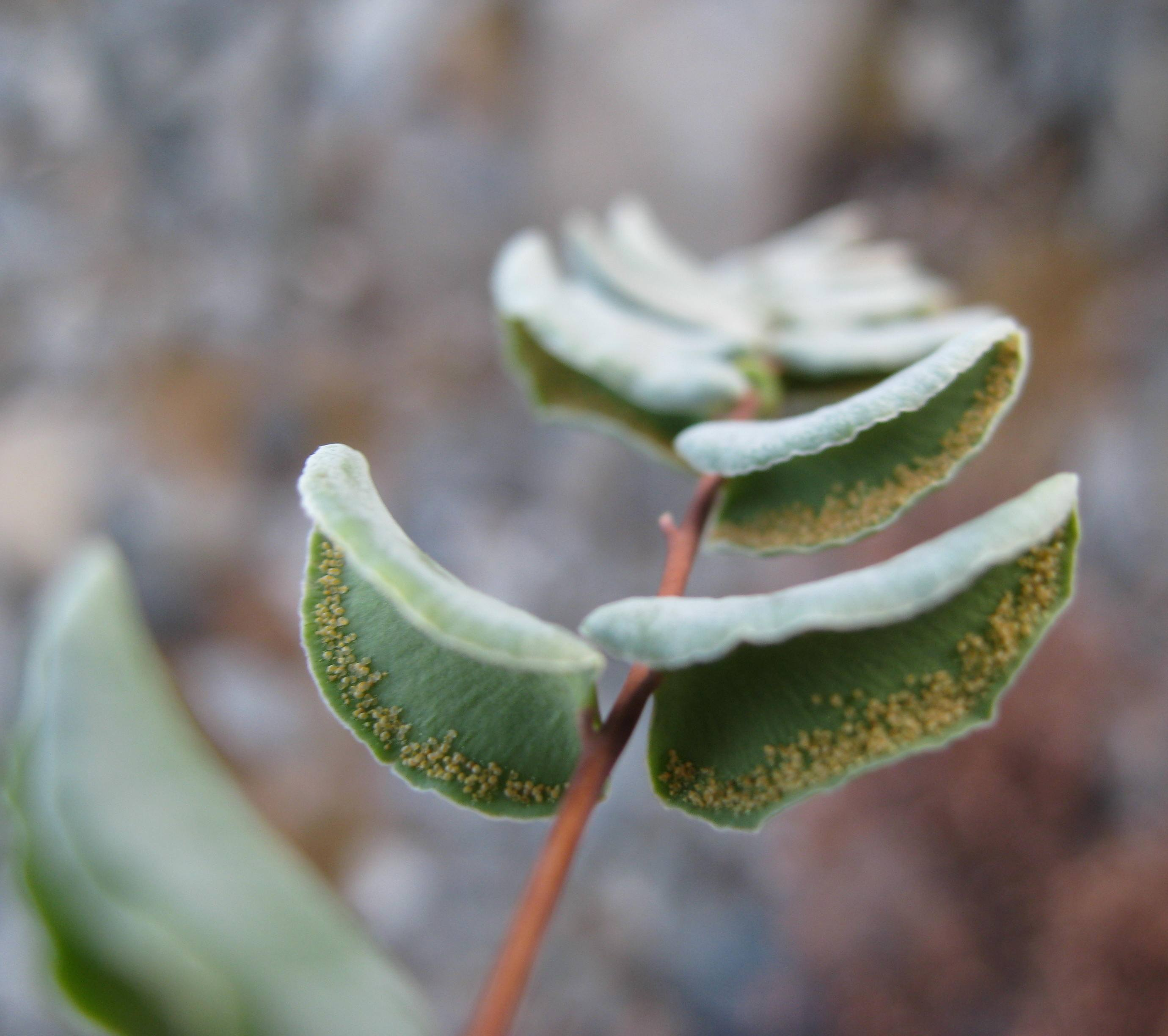
Výtrusnice na rubu listu Pellaea bridgesii

## Rozšíření
Rod pelea zahrnuje asi 30 až 50 druhů. Je rozšířen zejména v Americe, pouze několik druhů roste i v Africe, Asii, Austrálii a Oceánii. Do Evropy zasahuje jediný druh, Pellaea calomelanos. Vyskytuje se v severozápadním Španělsku a na Azorských ostrovech, mimo to je rozšířen v Africe, Asii a na Madagaskaru. V USA roste asi 15 druhů, převážná většina v nejteplejších jižních oblastech.
Peley jsou suchomilné kapradiny s tuhými, xeromorfními listy. Rostou nejčastěji na kamenitých a skalnatých stanovištích jako litofyty nebo ve skalních spárách jako chasmofyty.

## Taxonomie
Rod Pellaea je blízce příbuzný a morfologicky podobný s rody Cheilanthes a Notholaena. V historii docházelo k četným přesunům druhů mezi těmito rody. Taxonomie této skupiny je dosud nedořešená a rod Pellaea je považován za polyfyletický.

## Význam
Druh Pellaea rotundifolia je pěstován jako pokojová rostlina. Pochází z Nového Zélandu. Severoamerický druh P. atropurpurea je možno pěstovat jako zahradní rostlinu. Vyžaduje dobře propustný substrát s přídavkem vápence a pěstování je poměrně obtížné.
Listy kalifornského druhu Pellaea ornithopus slouží k přípravě chutného a aromatického čaje.

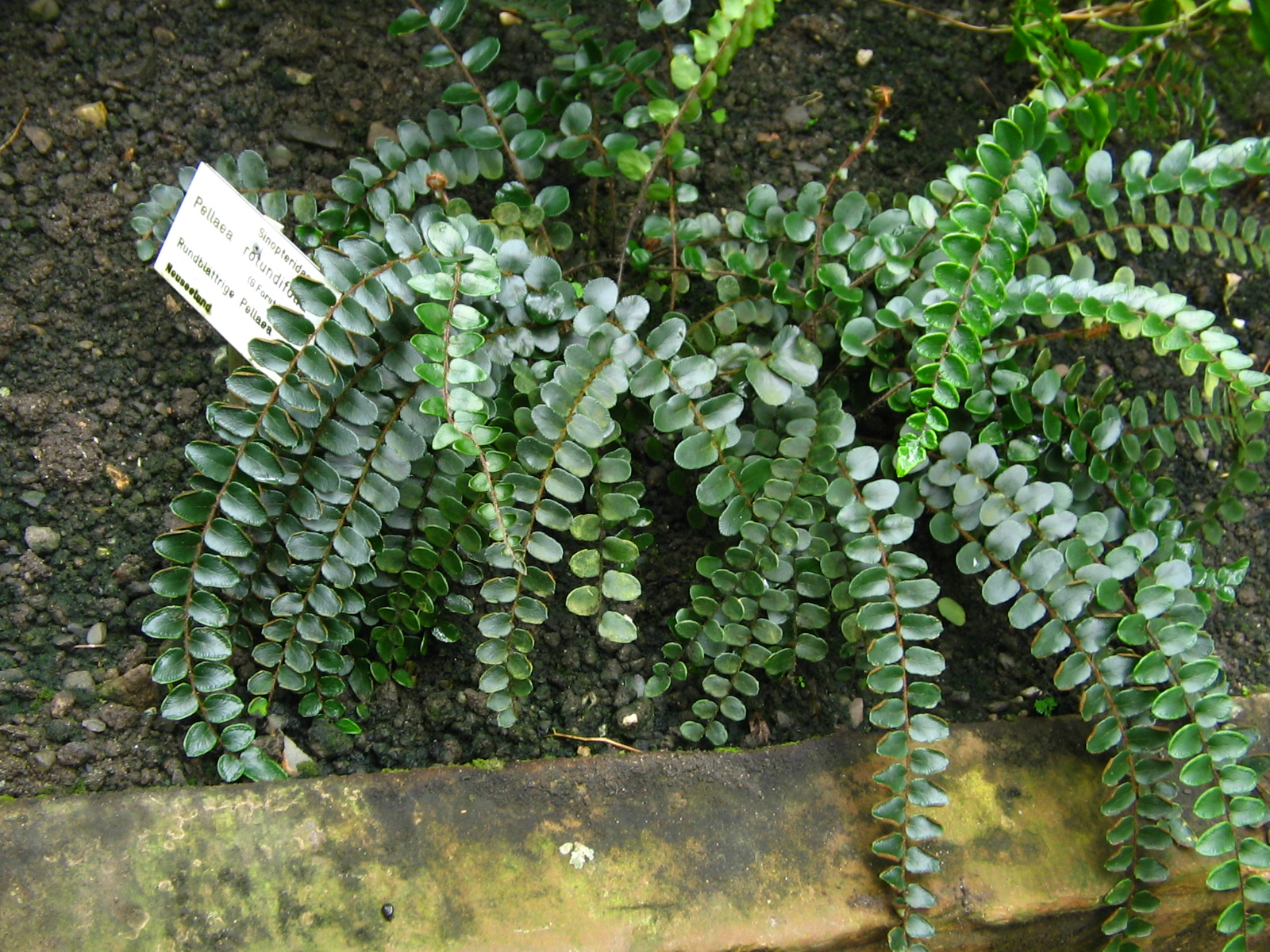
Pellaea rotundifolia
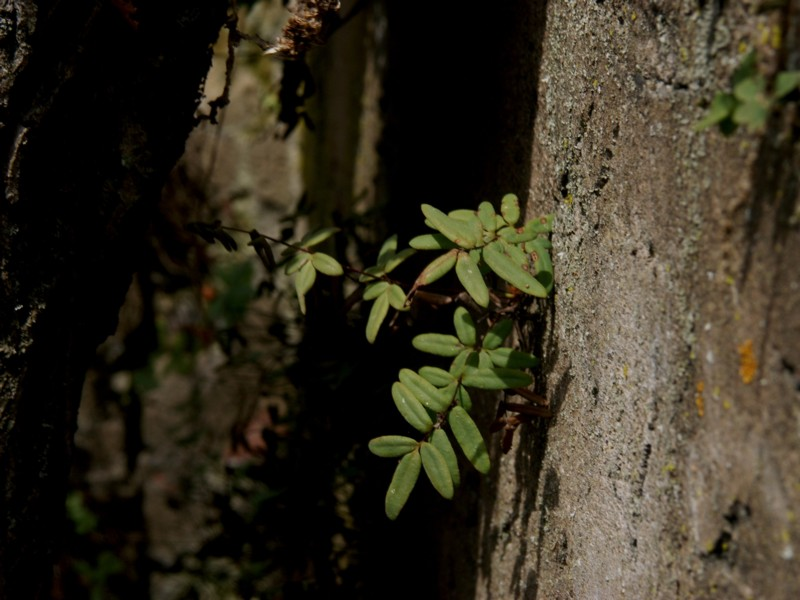
Pellaea atropurpurea na kolmé skále